# Кип'ячка (Обухівський район)
Кип'я́чка (давня назва — Миколаївка) — село у Миронівській міській громаді Обухівського району Київської області. До 2020 року — адміністративний центр Кип'ячківської сільської ради, якій підпорядковувалися села Кип'ячка, Горобіївка та Тарасівка, а нині ці села входять до складу Кип'ячківського старостинського округу. Населення становить  549 осіб.

## Назва
Існують дві версії походження назви: перша — від староукраїнського терміну «кип'ячка» (нафта), вживаного у XVII столітті, за іншою, назва походить від джерел, що «кипіли» — утворюючи бульбашки на воді. 

## Географія
Село Кип'ячка розташоване при впадінні річки Трубийлівки в річку Поточку, за 104 км від обласного центру, 60 км від районного центру та 24 км від адміністративного центру міської громади. За 24 км знаходиться найближча залізнична станція Миронівка.
Хутори
- Калинівка.
- Сталівка — колишнє село, яке засноване в результаті Столипінської реформи 1906 року, коли селянин дістав можливість отримати земельний наділ та господарювати на ньому самостійно. Але архівних документів, в яких було б зафіксовано утворення села Сталівки до 1917 року, не виявлено. Ймовірно, що цей хутір засновано на початку 1920-х років поселенцями з сусідньої Кип'ячки. Саме тоді радянська влада почала виділяти незаможнім селянам землю. Так з'явилося село Сталівка. У 1930 році в селі утворений колгосп імені Сталіна. Голодомор 1932—1933 років, сталінські репресії, німецько-радянська війна внесли свої корективи у розвиток села. Після війни Сталівка починає помітно занепадати економічно. Тоді влада вирішила це питання просто і 1961 року приєднала село та господарство до сусідньої Кип'ячки. Люди почали виїжджати з рідного села, у якого доля відібрала будь-яку перспективу. Станом на 1 січня 1986 року в Сталівці мешкало лише 13 осіб, у 1987 році — 6 осіб, у 1988 році — жодного мешканця[10]. 19 серпня 1999 року рішенням Київської обласної ради № 138-08 «Про часткові зміни в адміністративно-територіальному устрої окремих районів області», відповідно до якого з облікових даних було виключене село Сталівка Кип'ячківської сільради[11].

Урочища
- Криничка

Вулиці
У Кип'ячці налічується 13 вулиць.
- Гагаріна Юрія
- Драчівська (Щорса)
- Запорізька
- Котовського Григорія
- Кримська
- Кутузова Михайла
- Лермонтова Михайла
- Незалежності (Леніна)
- Першотравнева
- Пушкіна Олександра
- Севастопольська
- Червоноармійська
- Шкільна

## Населення
У 1792 році в селі мешкало 1710 осіб, у 1864 році — 2166 особи, у 1960 році — 2122 особи, у 1970 році — 917 осіб. За даними всеукраїнського перепису населення 2001 року у селі мешкала 744 особи, у 2010 році — 675 осіб, а нині — 549 осіб. 
Мова
Розподіл населення за рідною мовою за даними перепису 2001 року був наступним:
| українська | 721 | 96,92 |
| російська  | 21  | 2,82  |
| білоруська | 1   | 0,13  |
| молдавська | 1   | 0,13  |

## Історія
Виявлені матеріальні пам'ятки давнини, наявність стародавніх курганів та могильників, рештки «городищ-укріплень» вказують на давнє заселення цієї місцевості. У XIV столітті ці землі підпали під владу Великого князівства Литовського, згодом — Речі Посполитої. У середині XVI століття на території нинішнього села виникають постійні поселення, які ймовірно перебували у власності польського магната Потоцьким, пізніше — у власності поміщика Станіслава Головінського. Дату офіційного заснування відносять на 1600 рік.
Під час Національно-визвольної війни 1648—1657 років мешканці Кип'ячки брали активну участь у боях. Про цей час нагадують козацький бойовий спис, бойова коса та гарматні ядра виявлені на території села.
На початку XVIII століття перейменоване на Миколаївку, на честь Миколая Потоцького, старости Канівського.
У XIX столітті, тодішня Миколаївка, поділялася на три частини — Драчі, Кип'ячка і Воробіївка та від 1846 року належало до Піївської волості, Канівського повіту, Київської губернії.
У середині XIX століття в селі діяли цукроварня, винокурні, цегельня, декілька дьогтярень, шинки, крамниці. Після реформи 1861 року з'явилися перші промислові підприємства (мануфактури). Наприкінці XIX століття у Драчах засновано церковно-парафіяльну школу.
У 1905 році селяни Драчів оголосили страйк і очолювані В. К. Логвиненком напали на панський маєток та вщерть спалили його, потім розігнали волосну управу. Після придушення виступу Логвиненко емігрував до США і повернувся до села у 1914 році.
Червона армія окупувала Кип'ячку на початку 1918 року. Вже у березні 1918 року за результатами Брест-Литовського мирного договору Кип'ячка повертається під контроль УНР за підтримки німецьких та австро-угорських військ. У червні—серпня 1918 року вибухнуло Звенигородсько-таращанське повстання за відновлення Української Центральної Ради проти Української Держави та його австро-німецьких союзників. У повстанні активну участь брали й кип'ячківці. Після краху Гетьманату у грудні 1918 року місто захопили війська Директорії УНР. На початку 1919 року на Правобережжі були розгромлені війська Директорії, і станом на весну 1919 року територія Правобережної України знову була окупована більшовиками. Того ж року влада більшовиків остаточно відновлена у Кип'ячці.
У 1919 році на базі колишньої церковно-парафіяльної школи відкрито початкову школу для дітей з Драчів, Кип'ячки та Воробіївки. 1925 року у цих селах створено обов'язкові початкові школи, а 1929 року у Драчах збудована нова будівля школи, а сама школа стала семирічною. 
У 1924—1926 роках у селах організовано перші ТСОЗи, у 1929—1930 роках — колгоспи «Нове життя» (с. Кип'ячка), імені Обласного партійного комітету (с. Горобіївка), «Надія» та імені Калініна (с. Драчі) та імені Сталіна (с. Сталівка). У 1928—1929 році радянська влада запровадила примусову колективізацію, якою початково було охоплено близько 40 % місцевого населення, за рік цей показник сягає вже 99 %.
На початку 1930-х років колгоспи отримують трактори, створюються машинно-тракторні станції. Першим трактористом був мешканець Горобіївки Я. Н. Нестеренко.
Під час Голодомору 1932—1933 років, від штучного голоду у Карапишах померло 600 осіб. Встановлено прізвища лише 59 жертв, з них 21 — діти. Померлих ховали у спільних ямах на сільських цвинтарях, де у 1996 році на місці масових встановлено дерев'яні пам'ятні хрести «Жертвам Голодомору 1932—1933 рр.».
15—19 лютого 1934 року у Москві відбувся 1-й Всесоюзний з'їзд колгоспників-ударників, серед делегатів були й кип'ячківці Г. Іщенко та Я. Вдовенко.
Під час Великого терору 1937—1938 років, коли сталінські репресії були різко посилені й доведені до максимуму своєї інтенсивності, було репресовано близько 20 мешканців села, багато хто не повернувся з таборів.
З початком німецько-радянської війни більшість чоловічого населення Кип'ячки пішла на фронт. Село було окуповане Вермахтом 9 серпня 1941 року, а сама окупація тривала понад 30 місяців. З 1942 року на примусові роботи до Німеччини з Кип'ячки було вивезено близько 80 односельців, переважно молодих хлопців та дівчат.  
29—30 січня 1944 року Кип'ячка була звільнена з-під німецької окупації підрозділами 180-ї стрілецької дивізії 27-ї армії 2-го Українського фронту під командуванням генерал-майора с. П.Меркулова. Тридцять троє бійців Червоної армії та 158 місцевих мешканців, які загинули під час німецько-радянської війни 1941—1945 років та поховані у спільній могилі у центрі села. За мужність і героїзм, виявлені під час німецько-радянської війни, близько 100 жителів села нагороджено орденами й медалями, серед них, М. М. Рябоконь, Ф. Ф. Титаренко.
Восени 1944 року відновлено навчання у початкових школах, а від 1949 року — у семирічці.
У 1950-х роках розпочався процес укрупнення колгоспів. Так, на базі колгоспів «Нове життя», імені Обласного партійного комітету та імені Калініна створено колгосп «Росія», який у той час очолювали спочатку В. Г. Воропай, пізніше — П. М. Банделюк.
10 серпня 1954 року був виданий Указ Президії Верховної Ради УРСР «Про укрупнення сільських рад депутатів трудящих в Київській області», відповідно до якого Кип'ячківська, Горобіївська та Драчівська сільські ради об'єднані у Драчівську сільську раду з центром у селі Драчі. 10 травня 1958 року рішенням виконавчого комітету Київської обласної ради депутатів трудящих № 347 «Про уточнення обліку населених пунктів Київської області», відповідно до якого з метою уточнення обліку населених пунктів і впорядкування в адміністративно-територіальному поділі Київської області, хутори Сталівка і Тарасівка отримали статус сіл, а Драчівську сільську раду приєднано до Ржищівського району, після ліквідації району 30 грудня 1962 року Драчівська сільська рада увійшла до складу Кагарлицького району. 6 квітня 1964 року рішенням виконавчого комітету Київської обласної ради депутатів трудящих № 196 «Про адміністративно-територіальні зміни в окремих районах області» села Драчі та Кип'ячка Драчівської сільради Кагарлицького району об'єднані в одне село Кип'ячка. Ще певний час функціювала Драчівська середня школа, яку згодом перейменовано на Кип'ячківську.
У 1970-х роках до Кип'ячківської сільської ради з адміністративним центром у селі Кип'ячка, належали села Горобіївка, Сталівка та Тарасівка. На території Кип'ячки розташовувалася центральна садиба колгоспу «Росія». Саме господарство спеціалізувалося на вирощуванні зернових культур, цукрових буряків, а також на м'ясо-молочному тваринництві. У селі діяли восьмирічна школа, два клуби та дві бібліотеки. Колгосп мав 35—38 тракторів, 24—26 різних комбайнів та 25—27 автомобілів. Село було повністю електрифіковано. Багато колгоспників були відзначені високими державними нагородами, зокрема, тваринник К. І. Потапенко, механізатори І. Й. Бордюг та В. Ф. Панченко нагороджені орденами Трудового Червоного прапора, В. І. Плигун та В. М. Панченко — орденом «Знак пошани». У 1980 році при місцевій школі створений історично-краєзнавчий музей села Кип'ячка.
Після аварії на Чорнобильській АЕС 1986 року силами кримців у селі збудовано 100 житлових будинків для вимушених переселенців із зони відчуження. На згадку про подію у селі встановлений пам'ятний знак. Також відкрилися новий фельдшерсько-акушерський пункт, дошкільний навчальний заклад, крамниця, їдальня, лазня, нова будівля сільської ради.
Від 1991 року село у складі України. 1996 року розпочато будівництво газопроводу від Македонського ГРП, а 2005 року Кип'ячку було повністю газифіковано. 4 червня 1999 року відкрився новий Будинок культури. Під час реформи в аграрному секторі у 1999—2000 роках були розпайовані орні землі КСП «Росія». Нині у селі діють Кип'ячківська філія Опорного закладу освіти «Потіцький ліцей Миронівської міської ради Київської області», Кип'ячківський заклад дошкільної освіти загального розвитку «Сонечко» Миронівської міської ради, фельдшерсько-акушерський пункт, три крамниці, бібліотека, Будинок культури, поштове відділення.

## Пам'ятки, визначні місця

### Церква Казанської Ікони Божої Матері
На початку XVIII століття на території села була збудована дерев'яна церква Казанської Ікони Божої Матері на кам'яному фундаменті. Церква була знищена у 1930-х роках. На початку 1980-х років в центрі села ще зберігалися залишки фундаментів церкви та дзвіниці. У 1990-х роках для потреб церкви облаштований одноповерховий будинок. У майбутньому планується будівництво нової церкви.

### Церква Святого Миколая
Церкву збудовано у 1742 році на кошти парафіян та посвячено на честь святого Миколая Чудотворця. 1789 року церква згоріла під час великої пожежі, пізніше на рівнині було зведено нову церкву, у панському саду облаштована дерев'яна молитовна капличка. По штатах церква була 4-го класу. До церкви були приписані присілок Очеретня (нинішнє село Очеретяне) та дочірня церква Різдва Пресвятої Богородиці.

## Пам'ятки монументального мистецтва

### Меморіали, пам'ятники
- Пам'ятник радянським воїнам та місцевим мешканцям, які загинули під час німецько-радянської війни 1941—1945 років, їхні імена викарбувані на плитах, над якими схиляють голову бронзові постаті військового і дівчини.
- Пам'ятний знак «Жителям села Кип'ячка від трудящих Кримської області. Липень 1987 року».

## Археологічні розвідки
У 1891 році під час археологічних розкопок виявлений бронзовий кельт, крем'яний ніж та глиняний посуд. У XIX столітті село складалося з трьох частин: Драчі, Кип'ячка та Воробіївка. У Драчах було виявлено п'ять курганів, у Кип'ячці та Воробіївці — по два кургани, а на березі річки Поточки — давнє городище.

## Інфраструктура

### Господарство
Під час реформи в аграрному секторі у 1999—2000 роках були розпайовані орні землі КСП «Росія» (правонаступник колгоспу «Росія»), і вже у 2000-х роках на цих землях діяли СГВК «Кип'ячка», СФГ «Вікторія», СФГ Б. І. Пакулова та В. І. Педченка, АФ «Перемога» та 29 одноосібних господарств. Нині на території колишньої Кип'ячківської сільської ради функціюють ТОВ «Кип'ячка-Агро», СФГ Петрів.